# アピサーオーン
アピサーオーン（古希: Ἀπισάων, Apisāōn）は、ギリシア神話の人物である。長音を省略してアピサオンとも表記される。主に、
- パウシオスの子
- ヒッパソスの子

が知られている。以下に説明する。

## パウシオスの子
このアピサーオーンは、パウシオスの子である。トロイア戦争で戦ったが、大アイアースを助けようとするエウリュピュロスが投じた槍を肝臓に受けて死んだ。エウリュピュロスがアピサーオーンの武具を剥ぎ取ろうとすると、パリスが矢を放ち、エウリュピュロスの右の太股に射当てた。エウリュピュロスは周囲に大アイアースへの助力を呼びかけながら退却した。

## ヒッパソスの子
このアピサーオーンは、パイオニア人ヒッパソスの子である。トロイア戦争の際にピューライクメース王に従って戦ったパイオニアの武将の1人で、アステロパイオスに次ぐ実力の持ち主であった。しかしギリシアの武将リュコメーデースがアイネイアースに部下のレイオークリトスを殺されたとき、リュコメーデースの投げた槍を肝臓に受けて死んだ。